# Josu
Josu je město v Jižní Koreji v provincii Jižní Čolla. Město se skládá z poloostrova Josu a 317 ostrovů (49 obývaných, 268 neobývaných). Leží nedaleko města Sunčchon a je zahrnuto do Svobodné ekonomické zóny Kwangjangská zátoka (Gwangyang Bay Area Free Economic Zone). Konalo se tu Expo 2012 s tématem „The Living Ocean and Coast“ (Žijící oceán a pobřeží).

## Historie
Král Song, vládce království Pekče, pojmenoval město Wončchon-hjon/Dolsan-hjon v 16. roce své vlády (538 n. l.). Od roku 1479 zde bylo umístěno námořní velitelství dynastie Čoson. Tudíž zde měl velitelství i slavný admirál I Sun-sin během imdžinské války. V roce 1948 bylo město obsazeno jihokorejskými vojáky, kteří se vzbouřili a odmítli potlačit komunistické povstání na ostrově Čedžu. Tato událost se nazývá Josu-sučchonská vzpoura. Po týdnu jihokorejská armáda vzpouru potlačila. Účastnil se jí i pozdější prezident Pak Čong-hui.

## Podnebí
Klima je vlhké subtropické (Köppenova klasifikace podnebí: Cwa). Na město působí východoasijský monzun, takže nejvyšší úhrn srážek je v létě, naopak v zimě je srážek málo. Nejdeštivější měsíc je červenec s 291,5 mm a nejsušší měsíc je prosinec s 18,6 mm.

## Partnerská města
- Karatsu, Prefektura Saga, Japonsko (od 5. března 1982)
- Sikeston, Missouri, USA (od 27. října 1988)
- Chang-čou, Če-ťiang, Čína (1. listopad 1995)
- Wej-chaj, Šan-tung, Čína (27. únor 1995)
- Cebu, Filipíny (23. říjen 1996)
- Santiago de Querétaro, Mexiko (3. září 2002)
- Port of Spain, Trinidad a Tobago
- Vanino, Rusko